# Kino-Museum Löningen
Das Kino-Museum Löningen ist ein privat geführtes Technikmuseum in der Stadt Löningen im niedersächsischen Landkreis Cloppenburg.
Das Museum in der Langenstraße informiert seit dem Jahr 2012 auf drei Etagen über die Anfänge des Kinos. Präsentiert wird die größte kinotechnische Sammlung Deutschlands, die vom Löninger Arzt Dr. Heinz Dobelmann († 1996) seit den 1980er Jahren zusammengetragen wurde, darunter Filmprojektoren, ein mechanisches Daumenkino und ein Pianola.